# Efectul cobra
Efectul cobra este denumirea consecințelor neanticipate, care apar în situațiile când soluția aplicată nu rezolvă, ci agravează problema. Termenul este deseori utilizat pentru a ilustra cauzele stimulenților greșiți în economie și politică.

## Proveniența denumirii

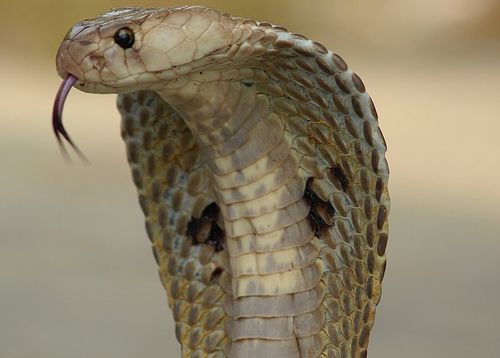
Cobră indiană

Termenul efectul cobra a apărut într-un banc despre timpurile dominației britanice în India. Guvernul britanic era preocupat de numărul mare a cobrelor veninoase în Delhi. Deaceea guvernul a început să ofere recompensă pentru fiecare cobră ucisă. Inițial, această strategie a avut succes și un număr mare de cobre au fost omorâte pentru a primi recompensa. Eventual, însă, oamenii întreprinzâtori au început să crească cobre ca sursă de venit. Când guvernul a aflat despre aceasta, programul de recompensă a fost anulat, iar proprietarii le-au dat drumul cobrelor pentru că nu mai aveau valoare. Drept rezultat, populația de cobre salbatice a crescut. Soluția aparentă a problemei doar a agravat situația.

## Exemplu: recompensa pentru șobolani în Vietnam
Un incident asemănător a avut loc în Hanoi (Vietnam) pe timpul dominației franceze. Regimul colonial a creat un program de recompense achitate pentru fiecare șobolan ucis. Pentru a primi recompensa, beneficiarii trebuiau să prezinte coada de șobolan tăiată. Însă funcționarii coloniali au început să observe șobolani fără coadă prin Hanoi. Vânătorii vietnamezi prindeau șobolani vii, le tăiau coada și le lăsau în libertate ca aceștea să se înmulțească și să producă șobolani noi, mărind astfel câștigurile vânătorilor.